# Чокирлія (комуна, Яломіца)
Чокирлія (рум. Ciocârlia) — комуна у повіті Яломіца в Румунії. До складу комуни входять такі села (дані про населення за 2002 рік):
- Которка (244 особи)
- Чокирлія (645 осіб)

Комуна розташована на відстані 60 км на північний схід від Бухареста, 60 км на північний захід від Слобозії, 127 км на південний захід від Галаца, 126 км на південний схід від Брашова.

## Населення
За даними перепису населення 2002 року у комуні проживали 889 осіб.
Національний склад населення комуни:
| Національність | Кількість осіб | Відсоток |
| -------------- | -------------- | -------- |
| румуни         | 886            | 99,7%    |
| українці       | 2              | 0,2%     |
| цигани         | 1              | 0,1%     |

Рідною мовою назвали:
| Мова       | Кількість осіб | Відсоток |
| ---------- | -------------- | -------- |
| румунська  | 888            | 99,9%    |
| українська | 1              | 0,1%     |

Склад населення комуни за віросповіданням:
| Релігія     | Кількість осіб | Відсоток |
| ----------- | -------------- | -------- |
| православні | 884            | 99,4%    |
| адвентисти  | 2              | 0,2%     |

## Зовнішні посилання
- Дані про комуну Чокирлія на сайті Ghidul Primăriilor